# Rubén Hurtado
Rubén Hurtado O'Ryan (Valparaíso, 11 de julio de 1921 - Viña del Mar, 1 de agosto de 1995) fue un dirigente gremial y político chileno.

## Biografía
Nació en Valparaíso, el 11 de julio de 1921. Hijo de Nabor Hurtado y Ema O'Ryan.
Se casó con Lidia Cotroneo y tuvieron seis hijos: Lidia María, Rubén, María Eugenia, Yolanda, Ana María y Sandra. En segundo matrimonio con María Marta Díaz Navas con quien tuvo tres hijos: Óscar Fernando, Carlos Patricio y María Verónica.
Realizó sus estudios primarios en el Liceo de Viña del Mar y los secundarios en el Colegio Salesiano de Santiago.
Inició sus actividades políticas en el año 1944 al unirse al Sindicato Industrial de Viña donde fue presidente. En 1949 fundó la Confederación Nacional de Sindicatos que agrupó a 160 instituciones, siendo su presidente desde el inicio. En octubre de 1953 fundó la Federación Nacional de Sindicatos de la Industria Azucarera, la que presidió desde su fundación.
En 1950 fue elegido regidor de Viña del Mar hasta 1953. Ese mismo año, se integró al Movimiento Nacional Ibañista y fue elegido por la Sexta Agrupación Departamental "Valparaíso y Quillota", período 1953 a 1957. Fue miembro del Comité Parlamentario de la Unión Nacional de Independientes (1953-1954) y de la Acción Renovadora de Chile (1953-1954).
En 1956 fue representante de los obreros chilenos en la Organización Internacional del Trabajo (OIT) en Ginebra.
En 1957 fue reelecto diputado por la Sexta Agrupación Departamental, periodo 1957 a 1961, en representación del Partido Democrático Nacional. Integró la Comisión Permanente de Educación Pública; la de Trabajo y Legislación Social; y la Comisión Especial Investigadora de los Sucesos del Mes de abril de 1957. Fue miembro del Comité Parlamentario Nacional entre 1957 y 1958.
En 1961 fue reelecto diputado en representación del Partido Demócrata Nacional por la Sexta Agrupación Departamental, periodo 1961 a 1965. Fue diputado reemplazante en la Comisión Permanente de Gobierno Interior e integró la Comisión Permanente de Educación Pública.
En 1965 fue reelecto diputado por la Sexta Agrupación Departamental en representación del Partido Demócrata Cristiano, periodo 1965 a 1969. Integró la Comisión Permanente de Vías y Obras Públicas y fue consejero de la Corporación de la Vivienda en representación de la Cámara.
Falleció en Viña del Mar, el 1 de agosto de 1995. Tras su muerte, se le realizó un homenaje póstumo en la Cámara de Diputados.